# Васильєв Микола Васильович
Васильєв Микола Васильович (нар. 26 листопада 1875 року Санкт-Петербург, Російська імперія — 16 жовтня 1958 року Нью-Йорк, США) — російський та американський архітектор.

## Біографія
1896—1901 — навчався в Санкт-Петербурзькому інституті цивільних інженерів
1904 — закінчив Санкт-Петербурзьку академію мистецтв (викладач Л. Бенуа)
З 1904 року працює у Санкт-Петербурзі, будував у Талліні, Пермі. Працював у стилі північний модерн.
З 1910—1913 працює у Харкові разом з архітектором Ржепішевським О. І.
З 1917 року у США та Фінляндії.
У 1918 році емігрував через Туреччину і Сербію до США. Працював в Америці, де став Головним архітектором Нью-Йорка.

## Відомі будівлі
Співавтор проектів у стилях модерн та раціоналізм:
- Торговий будинок гвардійського економічного товариства у Санкт-Петербурзі (1909)
- торговий пассаж на Літейному проспекті[ru] (1913)
- міський купецький будинок у Харкові (новації в конструктивному та функціональному вирішенні)
- готель «Асторія» (1910—1913) м. Харків
- повітська земська управа на розі провулку Михайлівському та вул. Богдана Хмельницького , № 4 (1913) м. Харків
- мануфактури на вул. Різдвяна, № 19 (1914) м. Харків

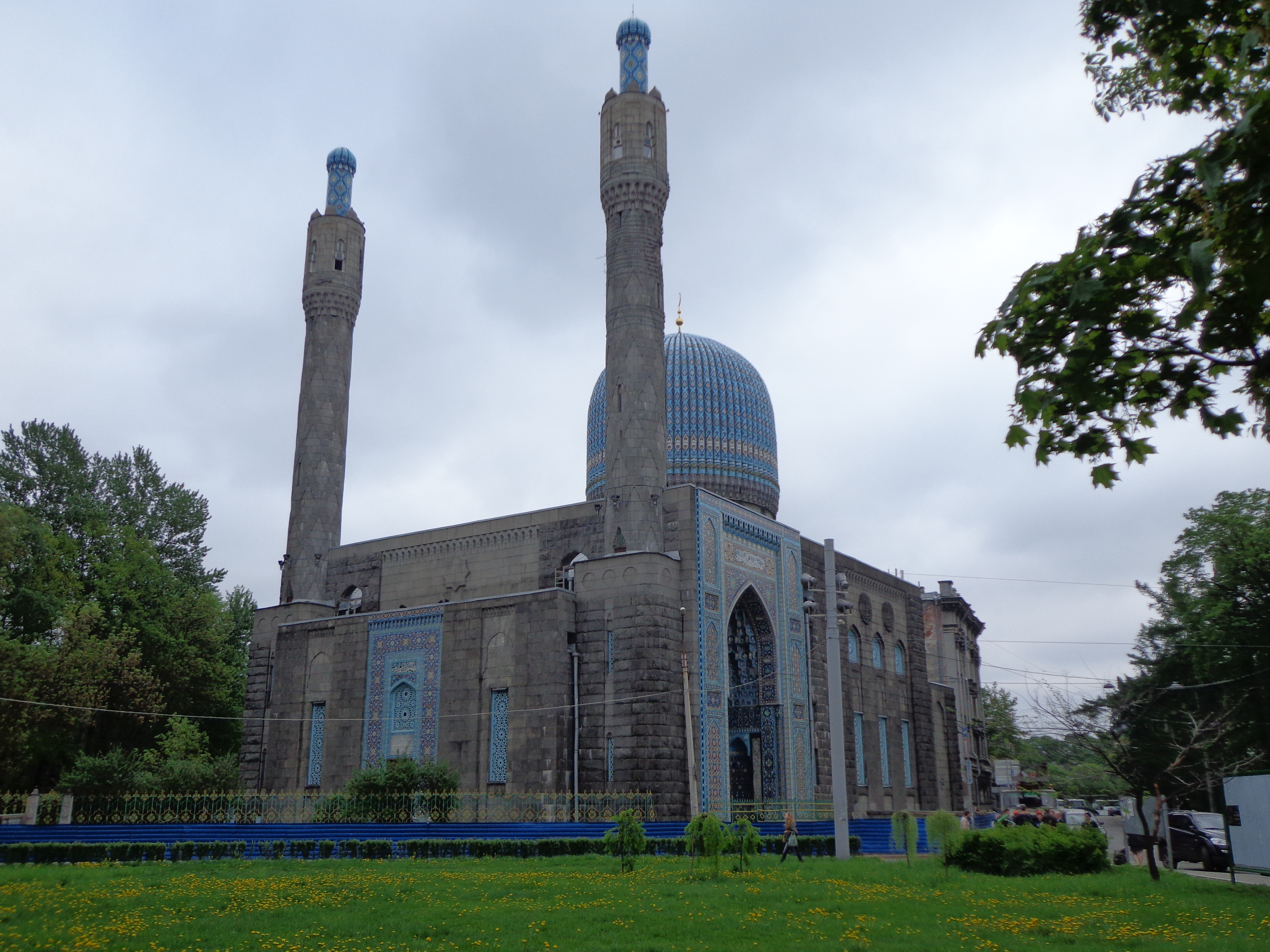
Соборна мечеть у Санкт-Петербурзі
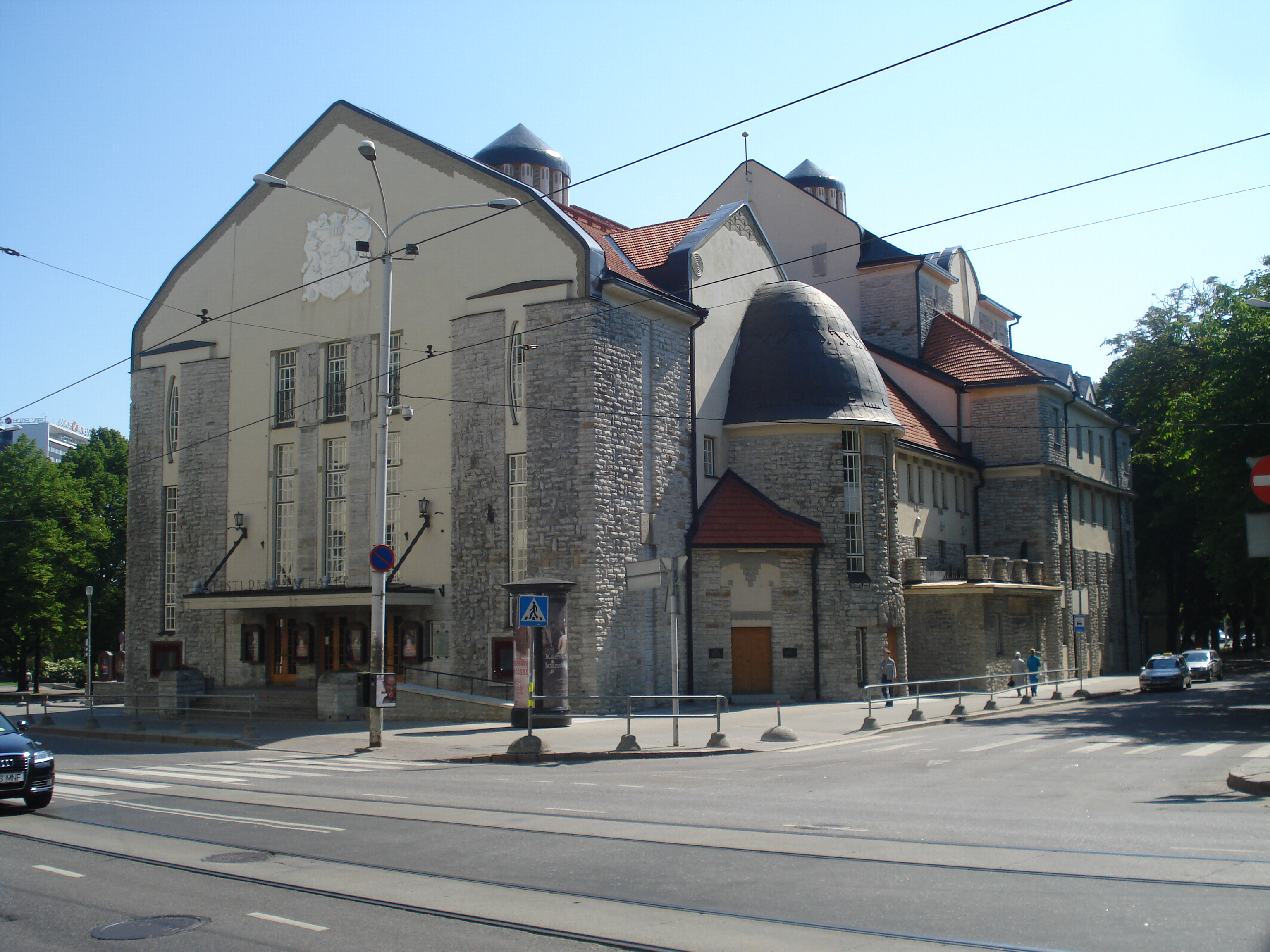
Німецький театр у Таліні
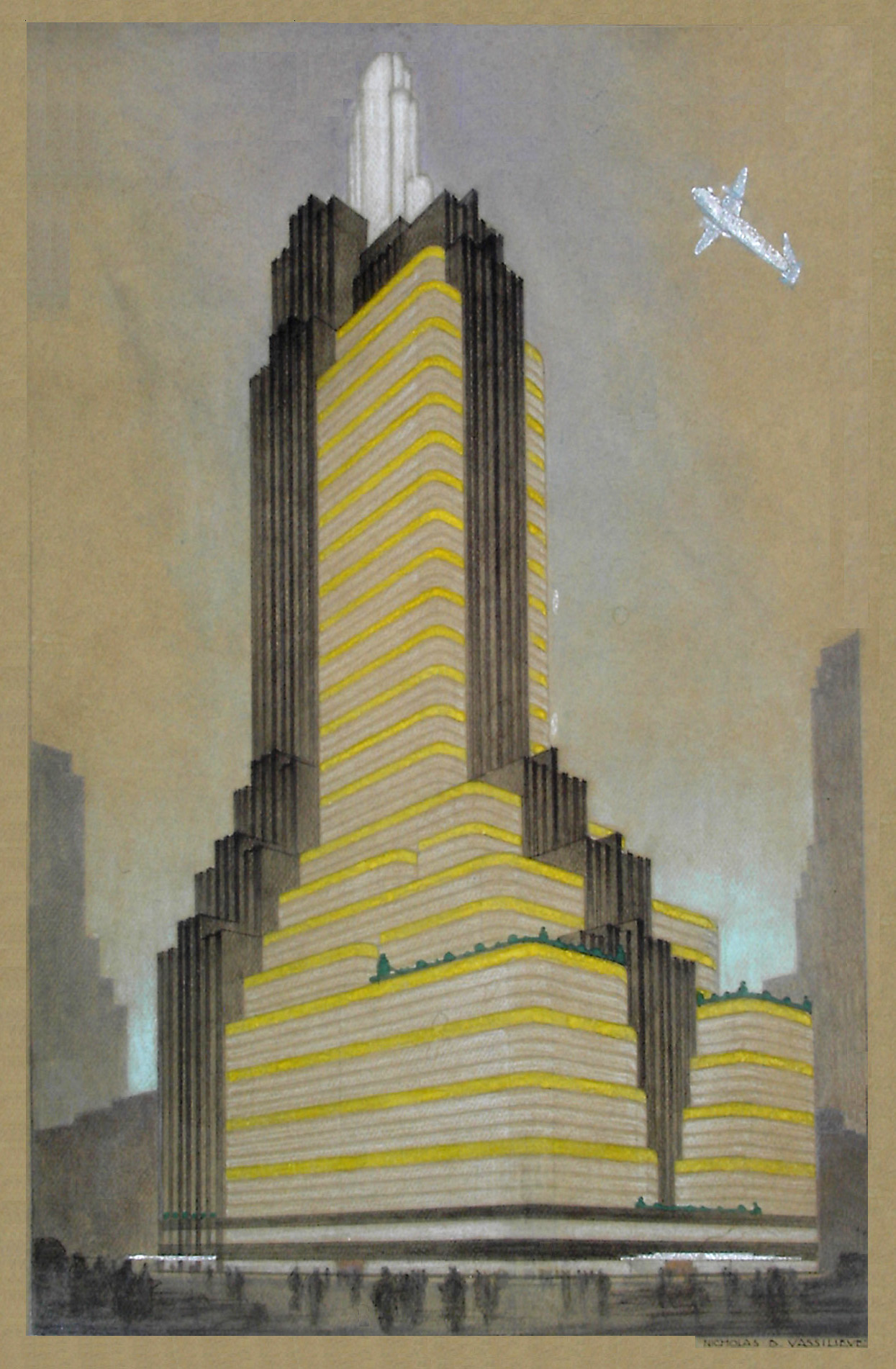
Ескіз шмарочосу у Нью-Йорку (1931)
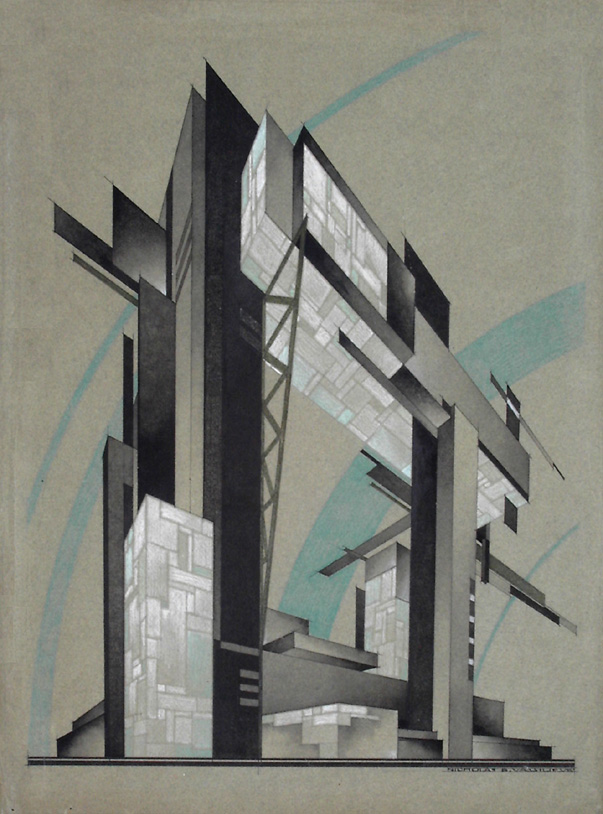
Ескіз у стилі конструктивізму (1931)
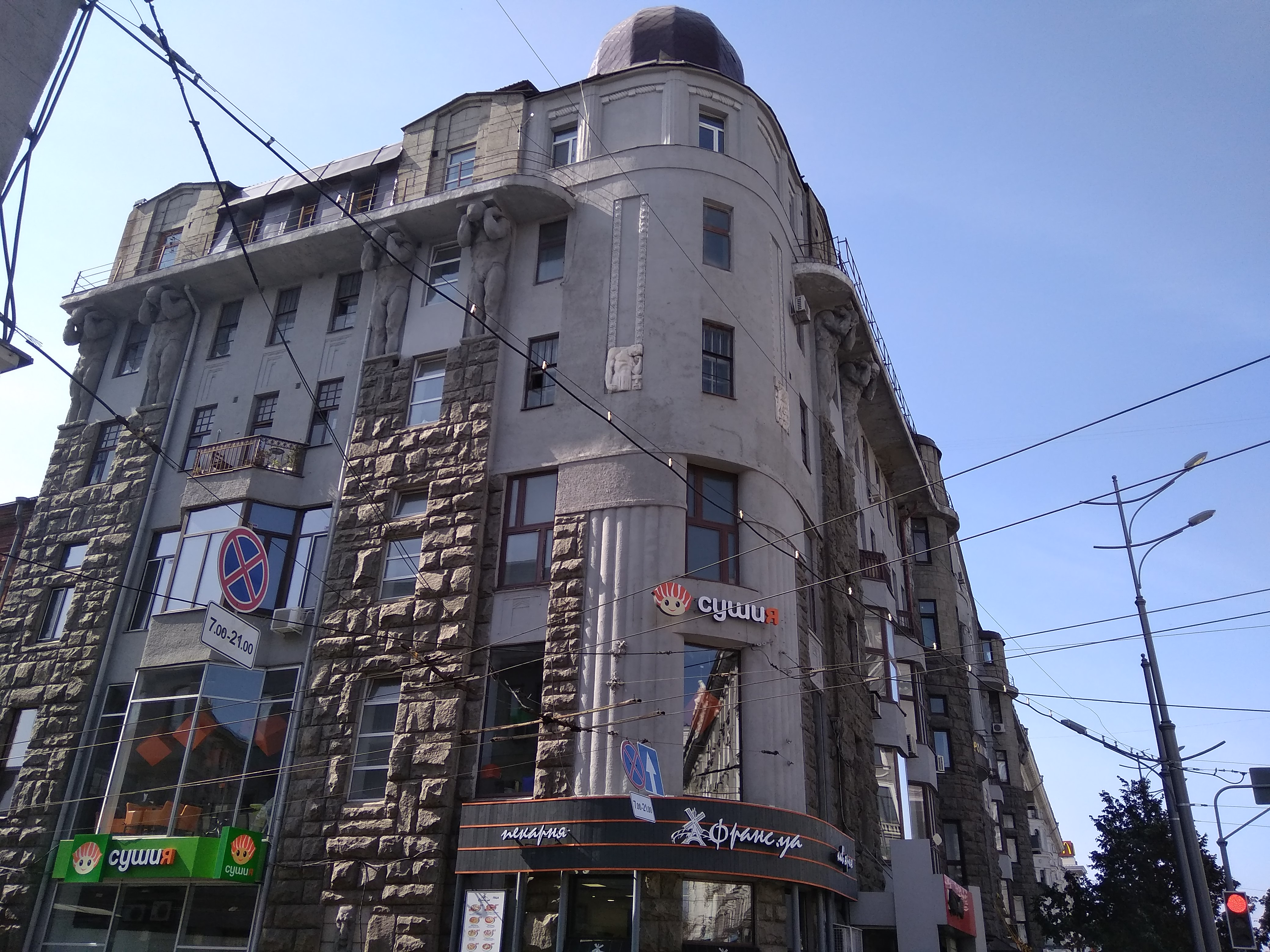
Готель «Асторія» у Харкові у 2018 році.